# Carlos Perón
Carlos Perón (Zúrich, 9 de junio de 1952 (72 años) es un músico suizo, y fue miembro fundador de la banda Yello.

## Biografía
Su primer álbum como solista fue Impersonator (1981). Perón fundó el estudio TRANCEONIC en Zúrich, junto con Boris Blank. En ese estudio experimental, este dúo desarrolló lo que sería más tarde convertirse en el famoso sonido de Yello.  En 1978, Carlos Perón y Boris Blank hicieron un viaje a EE. UU. para vender su música a la industria de la música norteamericana. Visitaron RCA en Los Ángeles y de los residentes sello discográfico Ralph en San Francisco.  Después de regresar a Suiza Dieter Meier se unió como vocalista para formar el trío de Yello. El primer maxi-single de Yello salió (con "IT Splash" y "Glue Head") en la etiqueta Periphery Perfume.  En 1980, lanzó su primer álbum Solid Pleasure. En 1981 Carlos lanzó su primer álbum solista Impersonator en la etiqueta Konkurrenz / Phonogram, y Yello tiene un largo plazo mucho mayor de fonogramas a través del director general Luis Spillmann.  En el mismo año el álbum de Yello Claro Que Si salió, y Yello es también el primer video (a la pista de "The Evening’s Young "). En 1983 Carlos publicó la banda sonora de la película Die Spinne Schwarze por el director Mark M. Rissi en la etiqueta Disques Milán. El mismo año Yello emitió su tercer LP  You Gotta Say Yes To Another Excess.
En 1984, Carlos dejó Yello, con el fin de hacer carrera como solista. En 1985 lanzó su primer oratorio Die Schöpfung der Welt,.. Oder 7 Tage Gottes, de nuevo en Milán Disques.  En el mismo sello que publicó la banda sonora de vídeo de película bélica de nombre Commando Leopard por el famoso productor Erwin C. Dietrich. A partir de 1991 trabajó con el propietario del sello Lothar Gärtner de los Récords Strange Ways,. realiza trabajos en solitario y también bandas como Wolfsheim, Sielwolf, The Cain Principle, Stalin, Ciro, Recall y muchos otros. En esta fase se creó el Fetiche de los llamados bandas sonoras como la Terminatrix y La Salle Blanche. A partir de 2006 en la compañía de música SPV comenzó a relanzarse como solista, y trabaja en la revisión de todo el mundo (Revisited Records) . Carlos es hoy en día es productor musical.